# I'm Not Missing You
«I'm Not Missing You» (en español: "Ya no me haces falta") es una canción de la cantante estadounidense Stacie Orrico, para su tercer álbum de estudio,  
Beautiful Awakening. Escrita por Keir "KayGee Síntesis", Terence "Tramp Baby" Abney, Esteban Crandle, Tawanna Dabney, Balewa Muhammad y Orrico. Fue coproducido por KayGee y Terence "Tramp Baby" Abney. "I'm Not Missing You" fue lanzado como primer sencillo del álbum.

## Composición
La canción posee más ritmo R&B/Pop similar a temas como "Bounce Back", "OO Baby", y "Ride". La canción es producida por creadores de éxitos probados Kaygee (antes de Naughty By Nature), y Terence "Tramp Baby" Abney de Divine Mill conocido por su trabajo en el género R&B con actos como Next y Jaheim. El timbre de vocal de Orrico es más maduro en esta canción en comparación con  "Stuck" y "(There's Gotta Be) More to Life".

## Video musical

### Primara Versión
El video fue dirigido por el conocido director de video Diane Martel. Fue filmado el 31 de mayo y 1 de junio de 2006. El video muestra básicamente la lucha Stacie para obtener el control de su novio. Esta versión fue lanzada para Latinoamérica, Europa, Oceanía y Asia. Logró entrar en el Los 10+ pedidos de MTV Latinoamérica.

### Segunda Versión
Esta Versión fue lanzado en los EE. UU. y Canadá. Se estima que fue filmado en Los Ángeles en octubre de 2006. El vídeo se estrenó en Yahoo! Music el 6 de diciembre de 2006.

## Canciones
US: CD
1. «I'm Not Missing You» (Radio Edit) — 3:43
2. «I'm Not Missing You» (Guitar Down Edit) — 3:41
3. «I'm Not Missing You» (Álbum Versión) — 4:15

Reino Unido: CD 1
1. «I'm Not Missing You» (Radio Edit) - 3:43
2. «Tantrum» (Non-Album Bonus Recording)

Reino Unido: CD 2
1. «I'm Not Missing You» (Radio Edit) - 3:43
2. «Frustrated» (Non-Album Bonus Recording)
3. «I'm Not Missing You» (Jason Nevins Remix)
4. «I'm Not Missing You» (Shake Ya Cookie Mix)
5. «I'm Not Missing You» (CD-ROM Video)

Reino Unido: Promo CD
1. «I'm Not Missing You» (Radio Edit) — 3:43
2. «I'm Not Missing You» (Álbum Versión) — 4:15

Alemania/Australia: CD
1. «I'm Not Missing You» (Radio Edit)
2. «Tantrum»
3. «Frustrated»
4. «I'm Not Missing You» (Full Phatt Underground Remix)

## Posicionamiento
| Listas                             | Posición |
| ---------------------------------- | -------- |
| Australian ARIA Singles Chart      | 26       |
| Austria Top 40                     | 39       |
| Czech Republic (IFPI)              | 11       |
| Dutch Top 40                       | 38       |
| Eurochart Hot 100 Singles          | 38       |
| Alemania                           | 32       |
| Irish Singles Chart                | 38       |
| Japanese Oricon Weekly Singles     | 32       |
| Nueva Zelanda                      | 18       |
| Swiss Singles Chart                | 25       |
| UK Singles Chart                   | 22       |
| U.S.Bubbling Under Hot 100 Singles | 19       |

### Chart de final de Año
| Año  | Pias      | Chart | Ranking |
| ---- | --------- | ----- | ------- |
| 2006 | Australia | ARIA  | #83     |

- Datos: Q5906679